# Vânători (Iași)
Vânători é uma comuna romena localizada no distrito de Iaşi, na região de Moldávia. A comuna possui uma área de 52.07 km² e sua população era de 4656 habitantes segundo o censo de 2007.